# Alain Masudi
Alain Masudi Ekakanga (Kinshasa, 12 febbraio 1978) è un ex calciatore della Repubblica Democratica del Congo, di ruolo centrocampista.

## Caratteristiche tecniche
Trequartista, poteva essere impiegato anche come ala.

## Carriera

### Nazionale
Ha debuttato in Nazionale il 25 febbraio 2001, in Tunisia-RD del Congo (6-0). Ha messo a segno la sua prima rete con la maglia della Nazionale il 22 giugno 2003, in RD del Congo-Libia (2-1), siglando la rete del momentaneo 1-0 al minuto 29. Ha partecipato, con la Nazionale, alla Coppa d'Africa 2004. Ha collezionato in totale, con la maglia della Nazionale, 9 presenze e due reti.